# Vybz Kartel
Adidja Palmer, meglio conosciuto come Vybz Kartel, o con gli pseudonimi Addi Di Teacha, World Boss, Gaza Emperor (Portmore, 7 gennaio 1976), è un cantante, disc jockey dancehall reggae giamaicano.

## Biografia
Adidja Palmer inizia la sua carriera nel mondo della dancehall da ragazzo nel 1993 con il suo primo singolo "Love Fat Woman", realizzato con l'etichetta di Alvin Reid "One Heart" usando come nomignolo "Adi Banton" come omaggio a Buju. Palmer era membro di un trio che si chiamava "Vybz Kartel" con Escobar e Mr.Lee da cui poi prese il nome dopo lo scioglimento. Nel 2001 è protagonista di una serata "Links pon the beach (the crowning of Vybz Kartel)" che lo proclama big artist con all'attivo già vari singoli, come "Ring Dong", "Gun Clown", "New Millennium" Ft. Wayne Marshall. Inizia poi a collaborare con Bounty Killer scrivendo con e per lui una trentina di canzoni inclusa "Gal clown". Nel 2002 viene premiato come deejay dell'anno in Jamaica alla celebrazione del trentesimo anniversario di Stone Love (Sound System).
Il culmine nel 2003 dopo essere stato in vetta alle classifiche jamaicane con i suoi singoli performa allo "STING", festival annuale che si tiene a Portmore città natale di Kartel, nel quale si scontra col veteran dj Ninjaman in un clash all'ultima rima che farà la storia della dancehall, soprattutto dopo che lo scontro musicale si è trasformato in uno scontro fisico. Kartel ha pubblicato sei album: Up 2 Di Time (Greensleeves, 2003), More Up 2 Di Time (Greensleeves, 2004), Timeless (Greensleeves, 2004), JMT (Greensleeves, 2006) e The Teacher's Back (pubblicato in maniera indipendente, 2008).
Il suo ultimo album, Pon Di Gaza, uscito a fine settembre 2009, è il suo album di debutto per la sua nuova etichetta Adidjahiem / Records Notnice.
Noto anche oltre il suo paese di origine, è stato nominato per diversi premi musicali come i "VIBE" e gli "UK Mobo Awards", mentre ha ricevuto alcuni riconoscimenti nel 2009 e nel 2010 per gli "EME Awards". Ha anche collaborato con artisti noti come Rihanna, Pitbull e Akon, Missy Elliot, Busta Rhymes, Pharrell, Major Lazer ed Eminem.
Nel 2011 viene arrestato a Kingston, e condannato a 35 anni di carcere per omicidio.
Nonostante ciò, dal carcere continua a registrare canzoni su canzoni, svettando sopra tutte le classifiche fino ad arrivare ad essere l’artista reggae con più stream su YouTube nel 2016.
Il 1º agosto 2024 l'artista è stato rilasciato di prigione, dopo che il giudice ha deciso che non avrebbe dovuto riaffrontare un processo per l'omicidio per il quale era stato precedentemente condannato, tornando così alla libertà dopo 13 anni di reclusione.

## Controversie

### La Faida contro Mavado
Verso la fine del 2006 Adidja lascia l'Alliance dopo le tensioni createsi con Bounty Killer per la sua partecipazione al matrimonio del suo storico avversario Beenieman con la sua ex fidanzata D'Angel. Quindi dopo la sua defezione e la sua apparizione con l'acerrimo nemico Beenie, nasce questa faida musicale tra Kartel e tutta l'Alliance soprattutto nella persona di Mavado, che vede gli artisti impegnati nel realizzare canzoni irriverenti l'uno verso l'altro.

## Discografia

### Album
- 2003 - Up 2 Di Time
- 2004 - More Up 2 Di Time
- 2004 - Timeless
- 2006 - JMT
- 2008 - The Teacher's Back
- 2009 - Pon di Gaza
- 2010 - Pon di Gaza 2.0
- 2011 - Kingston Story
- 2015 - Vyking
- 2016 - King of Dancehall